# Marko Milovanović
Marko Milovanović (Smederevo, 4 de agosto de 2003), también conocido como Marezi, es un futbolista serbio que juega como delantero en el F. C. Alverca de la Primeira Liga de Portugal, donde está cedido por la U. D. Almería.

## Trayectoria
Formado en el Partizán de Belgrado, debutó con el primer equipo el 17 de julio de 2021 al entrar como sustituto de Nemanja Jović en la segunda mitad de una victoria liguera por 0-4 frente al FK Proleter Novi Sad. Su primer gol llegó el siguiente 1 de diciembre, en la victoria por 0-1 frente al FK Dubočica en la Copa de Serbia. Cinco días después anotó su primer tanto en liga en una victoria por 2-0 contra el FK Novi Pazar.
El 11 de julio de 2022 fue traspasado a la U. D. Almería, equipo con el que firmó por seis años. En los dos primeros tuvo ficha del filial y en el tercero pasó a ser miembro del primer equipo a todos los efectos. Cumplida la mitad del contrato, fue cedido al F. C. Alverca para la temporada 2025-26, equipo que había ascendido a la Primeira Liga.

## Clubes
Actualizado al último partido disputado en junio de 2025.
| Club                   | País     | Año       | Partidos | Goles |
| ---------------------- | -------- | --------- | -------- | ----- |
| Partizán de Belgrado   | Serbia   | 2021-2022 | 28       | 3     |
| U. D. Almería "B"      | España   | 2022-2024 | 20       | 4     |
| U. D. Almería          | España   | 2022-     | 35       | 3     |
| F. C. Alverca (cedido) | Portugal | 2025-     |          |       |